# 망누스 2세 (스웨덴)

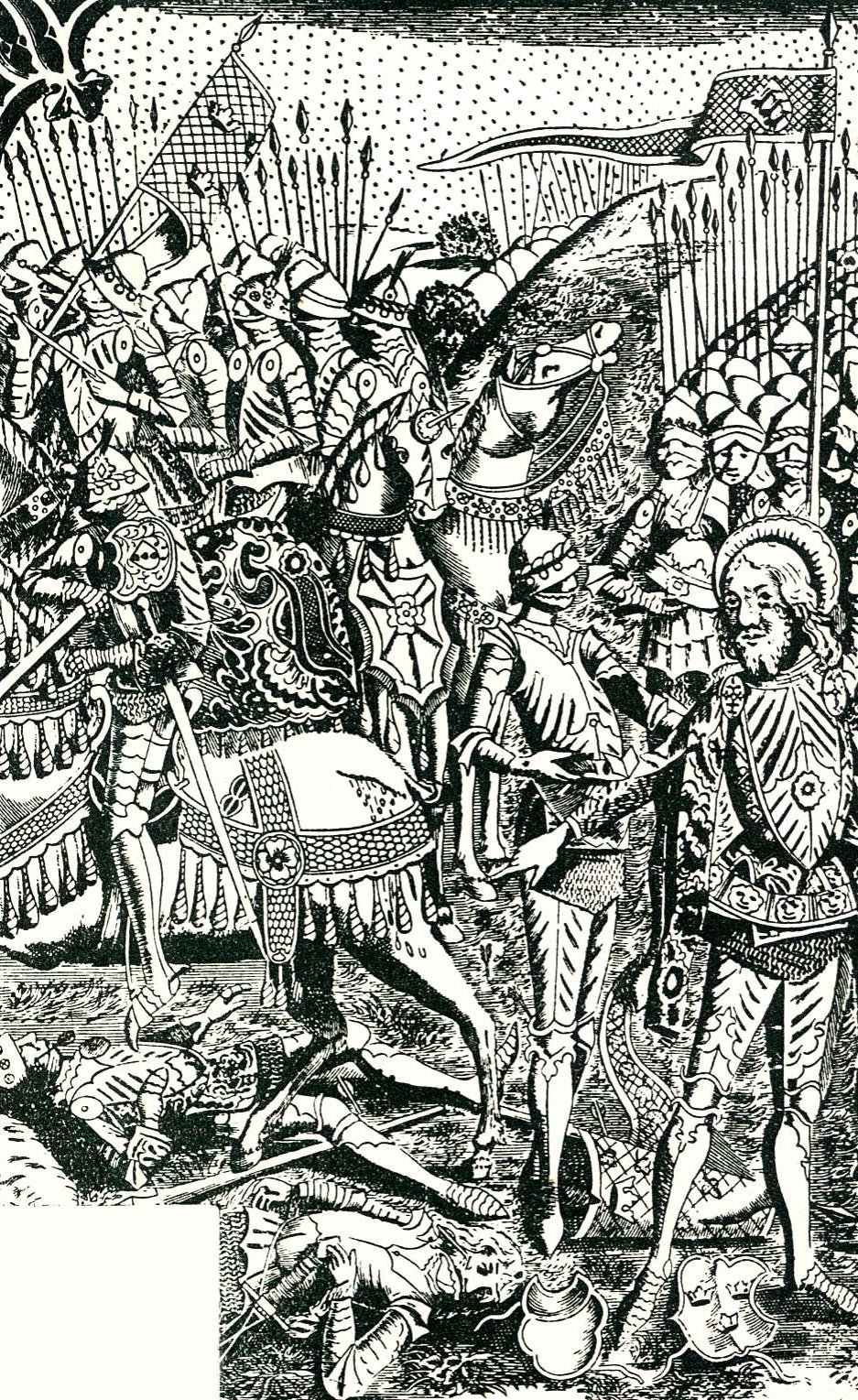
에리크 9세를 살해한 망누스 2세 (요한 페링스키욀드(Johan Peringskiöld)의 그림)

망누스 2세(스웨덴어: Magnus II, 1130년경 ~ 1161년)는 스웨덴의 국왕(재위: 1160년 ~ 1161년)이다. 망누스 헨릭손(스웨덴어: Magnus Henriksson)이라고 부르기도 한다.

## 생애
에스트리센가(Estridsen) 출신이다. 스웨덴의 잉에 1세(Inge I) 국왕의 손녀인 잉리드 라그발스도테르(Ingrid Ragvaldsdotter)와 덴마크의 스베인 아스트리다르손(스벤 2세, Svend II) 국왕의 사생아로 태어난 아들이자 덴마크의 영주인 헨리크 스카텔로르(Henrik Skatelår)의 아들로 태어났다. 노르웨이의 하랄 4세 국왕의 딸인 브리기다 하랄스다테르(Brigida Haraldsdatter)과 결혼했다.
스베르케르 1세 국왕의 아들인 칼 스베르케르손(Karl Sverkersson)의 지원을 받은 스웨덴의 왕위 요구자였던 망누스는 1160년 5월 18일 웁살라에서 스웨덴의 에리크 9세 국왕을 살해하고 스웨덴의 망누스 2세 국왕으로 즉위했다. 1161년 외레브로에서 일어난 전투에서 칼 스베르케르손에 의해 처형되었으며 칼 스베르케르손은 스웨덴의 칼 7세 국왕으로 즉위했다.
| 전임 에리크 9세 | 스웨덴의 국왕 1160년 ~ 1161년 | 후임 칼 7세 |